# Доппія

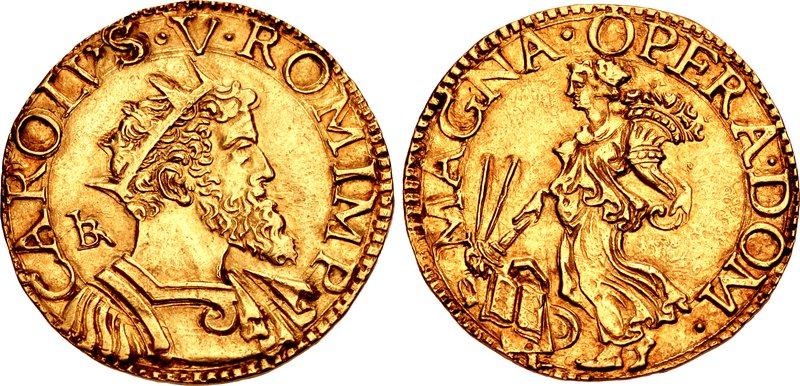
Неаполітанська доппія Карла V

Доппія (італ. doppia від італ. doppiо — подвійний) — золоті монети ряду італійських держав, за своїм номіналом рівні двом стандартним золотим монетам, таким як дукат чи скудо. Аналог іспанського дублона.

## Історія

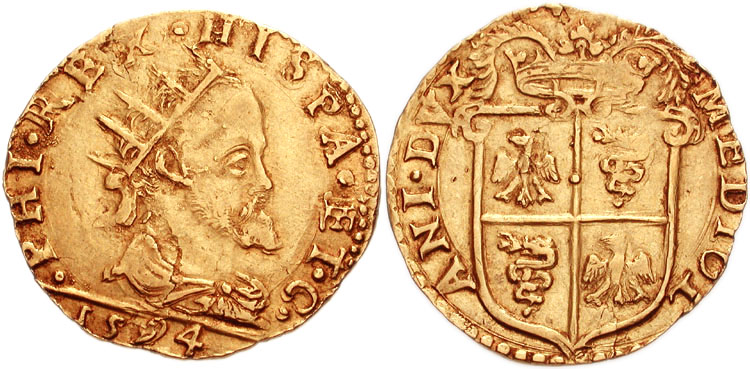
Міланська доппія Філіпа II, 1594

Вперше викарбувана в Міланському герцогстві під час правління Галеаццо Марія Сфорци (1466—1476). Була подвійним дукатом вагою 6,9 г чистого золота. З одного боку зображений портрет, а з іншого — герб роду Сфорца, увінчаний шоломом.

Також доппією в Італії стали називати іспанські золоті монети номіналом у два ескудо (дублони) вагою 6,7 г золота 927 проби, які в XVI столітті витіснили з обігу місцеві італійські дукати.

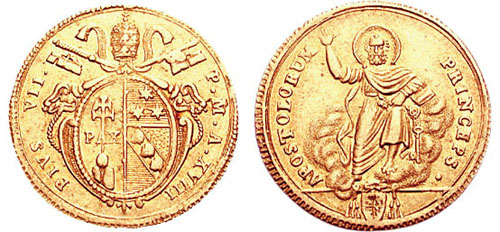
Папська доппія Пія VII, 1817

У XVIII і XIX століттях доппії карбували в багатьох італійських державах, таких як Генуезька республіка, Лукканська республіка, Міланське герцогство, Папська область, Пармське герцогство та ін. Їхня вага була різною. На момент об'єднання Італії в 1861 доппії Савойї обмінювали на 28,45, Парми — 21,92, Риму — 17,07 італійської ліри.